# هيو سميث تومسون
هيو سميث تومسون (بالإنجليزية: Hugh Smith Thompson)‏ هو سياسي أمريكي، ولد في 24 يناير 1836 في تشارلستون في الولايات المتحدة، وتوفي في 20 نوفمبر 1904 في نيويورك في الولايات المتحدة. حزبياً، نشط في الحزب الديمقراطي. وقد انتخب حاكم كارولينا الجنوبية ‏ (1 ديسمبر 1882 – 10 يوليو 1886).